# 私立!三十三間堂学院
『私立!三十三間堂学院』（しりつ!さんじゅうさんげんどうがくいん）は、佐藤ケイによる日本のライトノベル。挿絵、イラストはかみやまねきが担当している。電撃文庫（メディアワークス→アスキーメディアワークス→KADOKAWA）より2005年5月から刊行されている。『電撃帝王』の第2号から第11号にもビジュアルノベルが連載されていた。

## ストーリー
突然の事故で両親を亡くし、遠い親戚である千住花音の家に引き取られることになった高校生、後白河法行。彼が転入することになった三十三間堂学院はもともと女子校であり、共学化の時期の関係で男子は編入した法行ただ一人だった。唯一の男子である上に容姿端麗、頭脳明晰、スポーツ万能の法行をめぐって女の戦いが勃発することに…

## 登場人物
著者の佐藤ケイは「千手観音プラス眷属神の二十八部衆＆風神・雷神で総計三十一人分キャラ作ってみるか」と第1巻のあとがきで発言していたが、第8巻でやっと全員出しきることができた。
所属校舎などは第4巻の相関図などを参考にしている。身長と体重はドラマCDに封入されていたキャラクターカードより。キャラ名の後の（声：○○○○）は、ドラマCD版の声優である。

### 主人公とヒロイン
後白河 法行（ごしらかわ のりゆき） （声：鳥海浩輔）
主人公。東校舎2-B。身長：188cm、体重：89kg。突然の飛行機事故によって両親を亡くし、父の遺言書に従って遠い親戚である花音の家に居候し、三十三間堂学院に転入することになる。
容姿端麗で頭脳明晰、スポーツ万能、さらに手先も器用で大工仕事や家電の修理などもこなす。だが、私生活ではだらしない面やめんどくさがりな一面もある。飄々とした性格で、転校後もマイペースに過ごしているが、根は正義感の強い熱血漢で、困っている人を放って置けない性格。また自分で決めたことや一度交わした約束は何があっても貫き通す。あまり内心を表に出さない人物。
現在、三十三間堂学院唯一の男子であり、分かりやすい男性的魅力のためにほぼすべての生徒から好意や関心を寄せられているが、転校直後の大騒動を経て、生徒会長の五部浄里と「卒業するまで校内の女生徒と一切付き合わない」との約束を交わす。なお、本人は自分がもてているという自覚がなく、恋愛に興味を示していない。目下「友達百人」が目標。名前の由来は後白河法皇。
千住 花音（せんじゅ かのん） （声：植田佳奈）
一応ヒロイン。東校舎2-B。身長：158cm、体重：43kg。法行とは遠縁の親戚筋にあたり、両親を亡くした法行を自分の家にひきとる。本人も幼い頃に両親を亡くし、両親の遺した多額の遺産で生活している。
性格的には普通の女子高生だが、極端な完璧主義で、物事に妥協できない。家事全般も一流、中でも掃除はプロ級で、その腕前は「警察の鑑識が出てきても痕跡を発見できない」（第3巻本人の発言）ほど。また努力家でもあり、一度こだわり出すと人格が変わったようになる。あと好意を寄せている法行の事になると妄想が激しくなる。
実は傘下330万人からなる企業系列「千住グループ」の頂点に立つ旧家・千住家の令嬢であり、暫定当主（成人までは祖母が代行している）。また三十三間堂学院の理事長でもあるが、これらのことは本人の意思と「お家の事情」で学院生徒などには秘密にしている。法行のために三十三間堂学院の共学化を早めた張本人。なお、「千住家当主」として振舞う時は、幼い頃から培った作法や日々の努力を総動員して「完璧な当主」を演じ、普段とは別人のようになる（当主モード）。
実は幼い頃に千住家のお家騒動で身を隠すため、名前と性別を偽り1ヶ月ほど法行の家に同居していた。法行は同居人がいたことは覚えているものの、性別を男だと思っていたこともあり、それが花音だったと気付いてはいない。それ以来法行に好意を寄せており、彼を引き取った要因の一つとなっている。後白河家と千住家の複雑な事情も絡み、ひそかに親族からも婚姻が待ち望まれているが、花音自身はお互いの意思が大切と考えている。名前の由来は千手観音。

### 生徒会
会長、副会長と各校舎の代表4人（通称「四天王」）で構成されている。学院内のあらゆることに対する権限を持っており、生徒の停学、退学も場合によっては可能となっている。
五部 浄里（いつつべ しずり） （声：篠原恵美）
生徒会長。西校舎3年。身長：167cm、体重：55kg。2年連続で会長を務めている。長い黒髪と、常に携帯している日本刀が特徴的な美少女。
生真面目で責任感が強く、武士のような性格。普段の振る舞いは冷静で涼やかだがかなりの武断派で、目的達成のためなら強引な手段を取ることをいとわない。頑固で融通が利かず、思い込みの激しい一面があり、トラブルの元となることも。剣の腕は一流で、学院内でもかなり上位の戦闘力を持つ。また、少々ずれたところがあり、「恋の病」を比喩ではなく精神疾患だと思っている節がある。
法行の転入によって起こった学院内の混乱を収めるため、「自分と付き合うかこの学校を出て行くか選べ」と法行に迫り、その後の生徒会を二分しての騒動の後、「校内の生徒と交際すれば斬る」との約束を法行と交わすが、自分が法行に対し恋をしていることには気づいていない（気づきたくない）模様。生家は古く有力な豪族で、代々神社の神職を務めている。名前の由来は五部浄居天（ごぶじょうごてん）。
柴又 かずち（しばまた かずち） （声：野中藍）
生徒会副会長。東校舎2-A。身長：153cm、体重：38kg。法行とは小さいころから中学生まで家が隣同士の幼馴染。
気が強く行動派だが、頭はあまりよくない。良くも悪くも短絡的な性格のトラブルメイカーだが、正義感は強い。「遠間から的に当てる」ことに天性の才能があり、弓を主な武器として使う。その矢の正確さと速さは校内どころか全国・世界レベルでも引けを取らないほどで、『インドラの矢』の二つ名を持つ。
法行の転校当初、会長に反目して反乱軍を作り、校内を二分する大騒動を起こす。幼い頃から何かと法行にフォローしてもらっていたらしく、今でも自分を子供扱いする法行に、対等な相手として見てもらいたいと考えている。第7巻にて法行の両親が死亡していることを明かされた。名前の由来は帝釈天（たいしゃくてん）。
天持 東（てんもち ひがし） （声：あおきさやか）
生徒会四天王東校舎担当。2-A。身長：157cm、体重：48kg。現在の生徒会唯一の穏健派。
気が弱く、ほんわかとした性格。運動は苦手だが、地味な仕事も堅実にこなすことで会長にも信頼されている。親しい人間の名前に「ん」をつけてあだ名で呼ぶ癖がある（かずちん、みなみん、ふゆみん等）。増永南とは小学校から中学卒業まで奇跡的にクラスが一緒になりつづけた幼馴染で、お互いを一番理解し合う親友。なお、南（後述）とは違い、名前と校舎の一致は偶然。
実家は大地主で、さまざまな団体の名誉会長などの名義貸しだけで十分食べていけるほど。名前の由来は東方天（とうほうてん）。
西村 千秋（にしむら ちあき） （声：斎藤千和）
生徒会四天王西校舎担当、会計。1年。身長：153cm、体重：39kg。1年生ながら四天王を務める才能を持つ眼鏡っ子。
冷静かつ優秀だが基本的に裏表のある打算的な性格で、長いものに巻かれる主義。「いい子」のポジションにいることを望み、常にどうすれば自分が得をするかを元に行動するが、押しに弱い一面があり、墓穴を掘ることも多い。1年生で生徒会役員になるには委員会所属が原則のため、図書委員を掛け持ちしている。爆弾や爆薬についての知識が深い。千秋自身に戦闘能力はないが、暴動の鎮圧に閃光弾等、自作の爆発物を使う。爆弾の材料は、理科準備室から薬品をくすねて調達している（理科準備室は西校舎にあるので、西校舎担当の千秋はマスターキーで簡単に入ることが出来る）。実は腐女子で、図書委員と生徒会の会計を担当しているのを利用して、図書館に趣味のやおい本を仕入れている。
基本的にお嬢様学校である三十三間堂学院の中では、「比較的庶民」であるらしい。名前の由来は毘楼博叉天（びるばくしゃてん）。
増永 南（ますなが みなみ） （声：斉木美帆）
生徒会四天王南校舎担当。2年。身長：161cm、体重：50kg。名前が「南」だからと言う理由で生徒会四天王に当選し、南校舎担当を務めることになった人物。
奔放な性格だが万事においてやる気がなく、あまり役には立っていない。しかしおだてられると際限なく増長する性格で、また演説や一般生徒を煽動する力はカリスマ的なものがある。運動神経は並だが、なぜか凄まじくタフで頑丈な心身を持つ。実はかなりの気配り上手だが、そのことを知っているのは幼馴染の天持東のみ。
両親が獣医や動物園の園長などを務めており、その関係で動物の扱いや生き物全般についての知識に長けている。幼い頃から両親に付いて世界中を回り、様々な動物の生死を経験をしているためか、非常にシビアで現実的な死生観を持っている。名前の由来は毘楼勒叉天（びるろくしゃてん）。
北川 冬美（きたがわ ふゆみ） （声：臺奈津樹（現：阿川りょう））
生徒会四天王北校舎担当。2年。身長：173cm、体重：54kg。長身の美少女。
無口・無表情で、自発的に行動することがほとんどなく、特定の相手（おもに会長）からの命令を絶対と思っている節がある。武断派の揃う北校舎代表だけあり、「零距離戦闘では歴代四天王最強」と言われている。意外にも須美と親友。名前の由来は毘沙門天（びしゃもんてん）。

### その他の生徒

#### 東校舎
校舎は入学時から選択コースごとに別れている。所属校舎ごとに分けているため校舎の記述は省く（以下も同様）。
東校舎は文系メイン。四つの校舎の中で最も所属する生徒数が多い。法行や花音もこの校舎に所属するため、物語はここを中心に展開することが多い。
山路 あや（やまじ あや） （声：雪野五月（現：ゆきのさつき））
2-Bクラス委員。身長：159cm、体重：47kg。美術部所属。
社交的な性格で、場を仕切るのにもなれている。頭の回転が速く、また集団の和を重んじる性格なため、法行の転入後はトラブルが起こらないよう、また起こってしまったトラブルに対応してさまざまな手を打つ。しかし時々うっかりミスをやらかすことがあり、さらに他のキャラが予想外の行動に出ることが多いため後手に回ることも度々。非常に豊富な交友範囲を持ち、第4巻に付随する登場人物相関図では「あやの交友関係」という分類があるほど。
法行に対しては、その有能さは認めているが、鈍感さに呆れている。兄が一人いる。漫画好き。名前の由来は散脂大将（さんじたいしょう）。
長柄 優（ながら ゆう）
2-B所属。身長：161cm、体重：50kg。寮生でまゆ、久美と同室。法行の隣の席に座っている。
性格はおっとりとしていて天然。微妙に一般とずれた感性を持つ。しかし頭は良く、あやや真奈からも評価されている。ヘビが大好きで、ヘビに関するグッズをたくさん所持している。またソプラノリコーダーを使って寮にいるヘビを使役することもできる。第8巻で転校してきた鳳かるらに全く悪意なく「ガル子」というあだ名をつける（みちるいわく「野良犬が唸ってるみたい」）。第1巻の初版で、名前のルビが「ながえゆう」になっている所があるが誤植。
名前の由来は難陀竜王（なんだりゅうおう）。
良久 須美（よしひさ すみ）
2-B所属。第2巻のヒロイン。身長：163cm、体重：50kg。誰もが認める学院一の美貌の持ち主で、その美しさに関する逸話が多数ある。
基本的に温厚な性格。独自の恋愛感を持ち、「恋」に対しては常に真摯で誠実。108人の彼氏を持ち、そのすべてと円満に付き合っている（彼氏同士の交流すらある）。恋愛のもつれで様々な修羅場を経験しているらしく、ちょっとしたことでは動じない。なお、女性としてあまりに完璧な容姿と、恋愛が絡まない限り温厚で愛想もよい性格のため、同性からも嫌われていない。生徒会の北川冬美と仲がよい希少な人物。また病気がちなクラスメイトの仙堂蓮華とは親友。
本屋で偶然出会った法行にその場で告白するもふられ、以来果敢にアタックしたが、生徒会も巻き込んだ大騒ぎの末に法行公認の「お友達第1号」の座に落ち着く。しかし法行をあきらめる気はさらさらないようで、「誘い受け」の態勢を貫いている。名前の由来は大弁功徳天（だいべんくどくてん）。
相楽 佳耶（さがら かや）
2-B。第4巻のヒロイン。身長：164cm、体重：51kg。図書委員。雨女で、彼女が何かイベントごとに参加しようとするとどんなに晴れていても雨が降る。
人付き合いが苦手なためぶっきらぼうに振舞ってしまうが、実際は押しに弱く、寂しがりや。性格と過去の経験から、友人が離れていくことを極端に恐れ、イベント当日は毎回欠席し、クラスでも友人を作らないよう孤立していた。なお、委員会のような人間関係の限定された場では、温和で愛想のいい、本来の性格が表に出る。カナヅチ。
法行と登山大会のペアになったことがきっかけで、あや達の後押しもあって少しずつ周囲に心を開くようになる。その後も彼女の「雨女」としての能力は健在だが、少しずつ制御のコツをつかめている。名前の由来は沙羯羅王（しゃがらおう）。
真藁 紗沙（まわら さしゃ）
2-B。第13巻のヒロイン。身長：157cm、体重：45kg。
いつも眠っているかうとうとしており、あまり存在感がない。ただし交渉ごとに天性の才能があり、何かを人に頼むときには驚異的な力を発揮する。授業中も殆ど居眠りしているが、テスト前は持ち前の交渉力でノートを借りまくり、平均点をキープしている。「眠り」について強いこだわりがあるため睡眠に関しての知識が深く、一度語りだすと普段からは想像もできないほど饒舌になり、友人で弁が立つ山路あやも舌を巻くほど。
名前の由来は摩和羅女（まわらにょ）。
仙堂 蓮華（せんどう れんか）
2-B。第11巻のヒロイン。身長：161cm、体重：43kg。病弱で、幼い頃から入退院を繰り返している。
物静かな性格。須美とは大の親友で、入院中は頻繁に見舞いに訪れていた。退院後も主に須美と行動を共にしている。須美は彼女を見舞うために海外旅行を早めに切り上げて帰国したことにより、法行と本屋で出会うことができた。
名前の由来は 婆藪仙人（ばすせんにん）。
乾 樹葉（いぬい たつは）
3年生。身長：166cm、体重：53kg。前年の生徒会副会長兼四天王東校舎担当。現在は緑化委員会委員長。
一見おっとりとしているが、いったん決めたことは実現させるためには手段を選ばない強引な一面がある。誰に対してもお姉さんのように振る舞い、生徒会長である五部浄里を子供扱いする校内唯一の人物。匂いフェチで、相手の香りから健康状態や心理状態まで読み取ることができる。生徒会所属時は、担当である東校舎のトラブルなしという有能なところを見せている。昨年、同校舎のトラブルメーカーとして世話を焼いた現生徒会副会長の柴又かずちに深く慕われている。
現生徒会四天王の天持東は従姉妹、同じく増永南は委員会の後輩で、両者を今年度生徒会に立候補させた張本人でもある。また、山路あやとは家が近所。名前の由来は 乾闥婆王（けんだつばおう）。
樋場 香菜（ひば かな）
1年生。身長：145cm、体重：32kg。寮生で、リタ、真奈と同室。千住家のお手伝いさんの孫娘であり、花音のことを「お嬢様」と呼ぶ（校内では「花音先輩」と呼ばせている）。今も週末は花音の家に手伝いに行っている。
小柄で気が小さい、おとなしい少女。千住家の時期当主として幼い頃から努力を続けてきた花音を尊敬し、心酔している。花音にとっては幼い頃から一緒に育った妹のような存在。花音の完璧主義に引きずられる形で家事全般を平均以上にこなし、特に掃除はかなりの腕。「当主モード」の方こそが花音の真の姿だと考えている節がある。
寮で同室の先輩であるリタを慕っている。名前の由来は畢婆迦羅王（ひばからおう）。

#### 西校舎
西校舎は理数系専攻の生徒が集まっている。会長の浄里もここ所属。
芦原 真奈（あわら まな） （声：中原麻衣）
2年生。身長：165cm、体重：52kg。寮生で、リタ、香菜と同室。
裏表の激しい性格で、策略家。基本的に面白いことが好きで、様々なトラブルに裏から関わっている。プライドが高く、人を動かすのは好きだが動かされるのが嫌い。法行に好意を寄せている一人で、彼に関わる騒動が起きるたびに策を練り、彼と親密になる事を狙って暗躍するが、恋愛経験がないためあと一歩が踏み出せないというウブな一面も持ち合わせている。
東校舎のあやとは、お互いに頭脳を認め合う友人。また、寮のご意見役であるリタからもその頭脳を信頼されている。名前の由来は梵天（ぼんてん）。
金田 伊緒（かねだ いお）
2年生。第3巻のヒロイン。身長：160cm、体重：49kg。女子寮の監督生で、剣道部の主将も務める。みちる、摩紀と同室。
生真面目で責任感の強い性格だが、潔癖症で、ナンパな男が大嫌い。一時期は法行に対して偏見と強い反感を持っており、また寮生から煙たがられていたが、「水無月祭」に際しての一連の騒動を経て双方と和解。以降法行に好意を抱くようになるが、本人は決して認めようとしない。ツンデレ。主将の自分より剣の腕が上の剣道部員、浜まゆにコンプレックスを抱えている。
名前の由来は金大王（こんだいおう）。
浜 まゆ（はま まゆ）
2年生。第10巻のヒロイン。身長：163cm、体重：54kg。寮生で、優、久美と同室。剣道部所属で、インターハイで全国2位に入り、また高校生ながら国体の強化選手に選ばれるほどの実力の持ち主。ボクっ娘。
明るい性格だが他人の心情に鈍い。おしゃれが好きで、ラフな格好が多い寮内でも一人カラフルな服を着ている。「強くなる」ことに貪欲で、剣道においても常に実戦を念頭においている（インターハイで優勝を逃したのはそのため）。ヘビが大嫌いで、同じ寮生の友人、長柄優の蛇好きに時々困っている。蛇嫌い同士の鳳かるらとは「血より濃い絆」であるらしい、寮内蛇苦手同盟を結んでいる。
法行の転入直後、柴又かずちの立ち上げた反乱軍に参加し、和平派の近藤美沙に瞬殺されて以来、彼女に師事している。名前の由来は金色孔雀王（こんじきくじゃくおう）。
磯良 摩紀（いそら まき）
2年生。身長：151cm、体重：41kg。寮生で、伊緒、みちると同室。新聞部所属でメガネをかけている。
小心者で、集中力を必要とする運動部の取材で、緊張感に耐え切れず大声を上げてしまうなどしたため、すべての運動部から出入り禁止をくらっている。あまり融通のきかない性格。ピンチになると会話に中途半端な敬語が混じる。
名前の由来は摩醯首羅王（まけいしゅらおう）。
仙葉 みちる（せんば みちる）
3年生。身長：150cm、体重：39kg。寮生で、伊緒、摩紀と同室。見た目が子供っぽいのと、全学年の制服をおしゃれで着替えているため、個人的に付き合いのあるもの以外は彼女の学年を知らない。
中身も見た目相応に子供で、あまり頭はよくない。本人いわく「晴れ女」らしく、悪意のない発言で東校舎所属の「雨女」、相楽佳耶を落ち込ませている。同じく寮生で性格も似通った、北校舎の健子と仲良し。法行を「ごっしー」と呼んでいる。
名前の由来は満仙王（まんせんおう）。
善車 美津子（さぐるま みつこ）
2年生。身長：160cm、体重：50kg。
大工の棟梁の娘で、女性ながら見習いとして親と一緒に遠方まで仕事に出かけることも。校舎や設備などの修理は彼女がほぼ一手に担っており、校内で彼女の顔を知らないものはないというほどの有名人。
マイペースでさっぱりした性格。強引に場を仕切るのが得意で、生徒会長の五部浄里に対しても物怖じしない。第8巻での発言から、一応法行のことを狙っていることが判明した。
名前の由来は満善車王（まんぜんしゃおう）。
鳳 かるら（おおとり かるら）
1年生。第8巻のヒロイン。身長：158cm、体重：49kg。寮生で、美沙、健子と同室。
家の方針で男性として育てられ、男子校に通っていたが、長姉が男児を出産したためその任を解除され、乙女の中の乙女になるために三十三間堂学院に転校してくる。男子校時代は「昇竜喰いのかるら」と呼ばれる番長だった。女に戻るにあたって、舎弟たちに買ってきてもらった少女漫画を参考にしているため、言動がいかにもなお嬢様だったり、漫画的な展開を妄想したりすることがある。とある勘違いから番長の姿に戻り一騒動起こすことになる。その後は騒動の償いとして彼女も緑化委員会に入会して、六道明日香とは根っこの性格が似ているために仲がいい。学院でのあだ名は優に名付けられた「ガル子」。イタリア人とのクォーターで、その髪は櫛を通すだけで縦ロールになる。
名前の由来は迦楼羅王（かるらおう）。

#### 南校舎
南校舎は芸術関係メインとなっている。「もやしっ子ばっか」とは生徒会四天王南校舎担当・増永南の弁。
刈田 リタ（かりた りた）
3年生で寮生。身長：168cm、体重：55kg。美術部所属。昨年度の生徒会四天王・南校舎担当。真奈、香菜と同室。
きっぷのいい性格の姉御肌。昨年の生徒会で肩を並べた会長には現在も信頼されている。寮内では「リタ姐さん」と呼ばれ、御意見役として慕われている。反面怒らせると怖い。名前や容姿からハーフだと思われるが口調は江戸っ子。
美術部の後輩である東校舎の山路あやと仲がよく、トラブルに際してよく相談したりしている。名前の由来は神母天王（じんもてんのう）。
太田 まこ（おおた まこ）
2年生。身長：161cm、体重：47kg。音楽コースに在籍しており、ギターが得意。
明るい性格で、人をからかうのが好き。現在、セミプロとして相棒の荒木宇乃と遊園地などでライブ活動を行っている。実は過去にCDを出したことがあるが、出した直後に会社が倒産した。「全然売れなかった」とは本人の弁。同じクラスの神田蕾花を仲間に加えたいと思っている。
名前の由来は摩睺羅伽王（まごらがおう）。
荒木 宇乃（あらき うの）
1年生。身長：150cm、体重：39kg。太田まことデュオを組んで活動しており、ボーカルを担当している。
おっとりした性格で、間延びした口調で喋る。強大な声量を誇り、本気で歌えば素声でガラスが割れるほどの高周波を発生させる。軽やかで高い歌声が地だが、地球の裏側まで響きそうな低音を放つこともできる。また声帯模写も得意で、臨海学校では南の要請を受けてイルカの鳴き声を真似て見せた。
名前の由来は緊那羅王（きんならおう）。
神田 蕾花（かんだ らいか）
2年生。第9巻のヒロイン。身長：159cm、体重：50kg。太田まこのクラスメイト。北校舎所属の神田風花の双子の妹。
怒りっぽい性格で、まこが調子に乗る度に叱りながら拳骨を落とす。かつてドラムをやっていたらしいが、過去のある出来事からドラムを断っている。しかし今でもスティックを持ち歩くなど、未練が断ち切れているわけではないらしい。まこが自分のバンドに引き込もうとしている。巨乳で、そのことをまこや南にいじられて恥らうような一面がある。
名前の由来は雷神（らいじん）。
六道 明日香（ろくどう あすか）
1年生。第5巻のヒロイン。身長：168cm、体重：55kg。東校舎の乾樹葉の中学時代の後輩で、彼女に憧れてこの学校に入った。
口が悪く、不良少女のような出で立ちだが、実際は義理堅く不器用な性格。家庭の事情から喧嘩に明け暮れる荒んだ中学時代を送っていたが、先輩の樹葉との交流で救われ、樹葉の卒業後はむやみに暴力を振るわないことを誓い、猛勉強の末に三十三間堂学院に合格する。並の男では勝負にならないほど腕っ節が強く、学院内でも五指に入る。実はカナヅチ。
ちょっとした誤解が積み重なったことで生徒会と対立し、最終的にかずちと決闘し敗北するが、後に和解。一連の騒動の中で、法行に好意を抱くようになる。校内で猫を飼っていたが、騒動の後に学院の寮に引き取られる。名前の由来は阿修羅王（あしゅらおう）。

#### 北校舎
北校舎は体育コースの生徒が集まっている。四つの校舎の中では最も生徒数が少ない。
近藤 美沙（こんどう みさ）
2年生で寮生。身長：155cm、体重：44kg。奈良園健子の双子の妹。前年度の生徒会四天王・北校舎担当。健子、かるらと同室。
物静かで思慮深く、落ち着いた性格。小柄ながら体術に優れ、単身でも剣道部のホープ・浜まゆを一蹴する実力を持つ。双子の姉の健子と組むことで戦力は数倍になるとも言われ、格闘戦では歴代最強と言われる現四天王・北川冬美とも互角以上に戦う。さまざまな部活に助っ人として参戦している。騒がしい姉を冷静にたしなめる役割を担っている。
昨年は一年生にして生徒会の四天王を務め、その思慮深さと実力から「会長の懐刀」と呼ばれたが、家庭の事情により生徒会をやめている。しかし現在でも浄里からの信頼は厚く、たびたび個人的に相談を受けており、法行の転入直後の騒動では間接的に原因の一端を担う。名前の由来は密迹金剛（みっしゃくこんごう）。
奈良園 健子（ならその たけこ）
2年生で寮生。身長：155cm、体重：44kg。美沙の双子の姉。美沙、かるらと同室。
非常に騒がしく、よく妹にたしなめられている。双子の妹の美沙と同様体術に優れ、校内で五指に入る実力者。妹と共に体育測定の全種目校内トップを独占している。言動から頭が良くないと思われるが、性格によるものらしく、「私に出来る事なら、姉さんは全部できるから」とは、妹・美沙の弁。
双子なのに苗字が違うのは彼女が奈良園の家に養子に出たから。このことにより美沙は彼女を「姉さん」と呼ぶことに。名前の由来は那羅延堅固（ならえんけんご）。
兼平 久美（かねひら くみ）
2年生で寮生。第6巻のヒロイン。身長：155cm、体重：44kg。水泳部に所属している期待のホープ。優、まゆと同室。
小柄でのんびりした性格の少女。大食いで、いつも何かを食べていることが多い。歯が強く、蛤の殻を噛み割ってしまうほど。父親は漁師の元締めで、彼女は幼い頃から海と共に育ち、父を強く慕っている。あまり頭は良いほうではなく、力も弱いが、水中の動きと海に関する知識では学院の誰にも負けない。特に泳ぎはずば抜けている。毎年彼女の地元の海で行われる臨海合宿最終日の遠泳大会で優勝し、金毘羅宮に掲額されることが目標だが、昨年度は食中毒で欠席している。
臨海合宿で、法行が彼女の父親の船に乗せて欲しいと頼んだのが原因で彼女との結婚に繋がる事となり、大騒ぎに発展する。名前の由来は金毘羅王（こんぴらおう）。
神田 風花（かんだ ふうか）
2年生。身長：159cm、体重：50kg。南校舎の蕾花の双子の姉。陸上部所属。一房だけ伸ばした後ろ髪がトレードマーク。
妹とは違いクールでさっぱりした性格。長距離、短距離共に得意な陸上部のエースで、体力測定では靴が途中で脱げたにもかかわらず、美沙や健子と同じタイムだった。スピード狂でバイクに乗ると少し危ない。バイク通学をしており、ノーヘルの二人乗りで生徒会に注意されることもある。
名前の由来は風神（ふうじん）。

## 三十三間堂学院
創立130年を誇る女子校。そもそもの始まりは江戸時代初期の寛永年間に京都の蓮華王院を模して建立された三十三間堂が始まりである。明治以降は、「次代を担う人材を育てるには、何よりもまず母になる者の教育が肝要である」という当時の住職の理念により、女学校として生まれ変わった。
学業以外の時間は全て生徒の自治に委ねられており、委員会活動やクラブ活動、部室の鍵や予算の管理、校内行事の企画実行は勿論のこと、校内の治安維持も生徒会の責任であり、問題が起きた場合は生徒会役員が止めに入り生徒処分の決定権もある。全校生徒数は650名ほど。学校から歩いて5分ほどに学生寮も併設されている。名前は「普陀落寮」といい、寮生は60名前後と全校数に比べてやや少ないが、そのおかげで4人部屋を3人で使うことが出来る。

## 既刊一覧
- 佐藤ケイ（著）・かみやまねき（イラスト） 『私立!三十三間堂学院』 メディアワークス→アスキーメディアワークス→KADOKAWA〈電撃文庫〉、既刊13巻（2015年4月10日現在）
  1. 2005年2月25日初版発行（2月10日発売[5]）、ISBN 4-8402-2940-6
  2. 2005年5月25日初版発行（5月10日発売[6]）、ISBN 4-8402-3209-1
  3. 2006年3月25日初版発行（3月10日発売[7]）、ISBN 4-8402-3209-1
  4. 2006年8月25日初版発行（8月10日発売[8]）、ISBN 4-8402-3345-4
  5. 2007年2月25日初版発行（2月10日発売[9]）、ISBN 978-4-8402-3722-2
  6. 2007年7月25日初版発行（7月10日発売[10]）、ISBN 978-4-8402-3913-4
  7. 2008年2月25日初版発行（2月10日発売[11]）、ISBN 978-4-8402-4167-0
  8. 2008年10月10日初版発行（同日発売[12]）、ISBN 978-4-8402-4167-0
  9. 2009年9月10日初版発行（同日発売[13]）、ISBN 978-4-04-868016-5
  10. 2010年8月10日初版発行（同日発売[14]）、ISBN 978-4-04-868723-2
  11. 2011年12月10日初版発行（同日発売[15]）、ISBN 978-4-04-886247-9
  12. 2012年12月10日初版発行（同日発売[16]）、ISBN 978-4-04-891166-5
  13. 2015年4月10日初版発行（同日発売[17]）、ISBN 978-4-04-869123-9

## ドラマCD
2006年10月から『ラジオ電撃大賞』内でラジオドラマが放送された（全4回）。内容は原作の第1巻冒頭〜中頃まで。ドラマCDは第1巻の内容が全て収録されている。